# Tramnetz Genf
Das Tramnetz Genf ist ein wichtiger Träger des öffentlichen Nahverkehrs in der schweizerischen Stadt Genf. Die Trams werden, wie der Trolleybus Genf und die städtischen Autobuslinien, vom Verkehrsunternehmen Transports publics genevois (TPG) betrieben.

## Linien
Aktuell besteht das Genfer Tramnetz aus fünf Linien. Die zum 9. Dezember 2007 eingeführten gestrichenen Linien 14 und 17 mit verkürzter Linienführung werden seit der Netzreform vom 11. Dezember 2011 nicht mehr angeboten. Darüber hinaus wurde diese Art der Linienkennzeichnung aber auch schon in früheren Jahren verwendet. Teilweise wurden für solche Kurzführungen alternativ rote Liniennummern benutzt, mitunter auch in Kombination mit gestrichenen Liniennummern.
| Linie | Strecke                                             | Haltestellen | Fahrzeit   |
| ----- | --------------------------------------------------- | ------------ | ---------- |
| 12    | Lancy-Bachet, gare – Thônex, Moillesulaz            | 25           | 37 Minuten |
| 14    | Bernex, Vailly – Meyrin, Gravière                   | 30           | 50 Minuten |
| 15    | Plan-les-Ouates, ZIPLO – Genève, Nations            | 23           | 33 Minuten |
| 17    | Lancy-Pont-Rouge, gare – Annemasse, Parc Montessuit | 26           | 43 Minuten |
| 18    | Grand-Lancy, Palettes – Meyrin, CERN                | 31           | 41 Minuten |

Durch die zentralen Umsteigehaltestellen Gare Cornavin, Stand, Bel-Air und Plainpalais wird gewährleistet, dass jeder Ort im Tramnetz durch maximal einen Umstieg erreicht werden kann.

## Geschichte

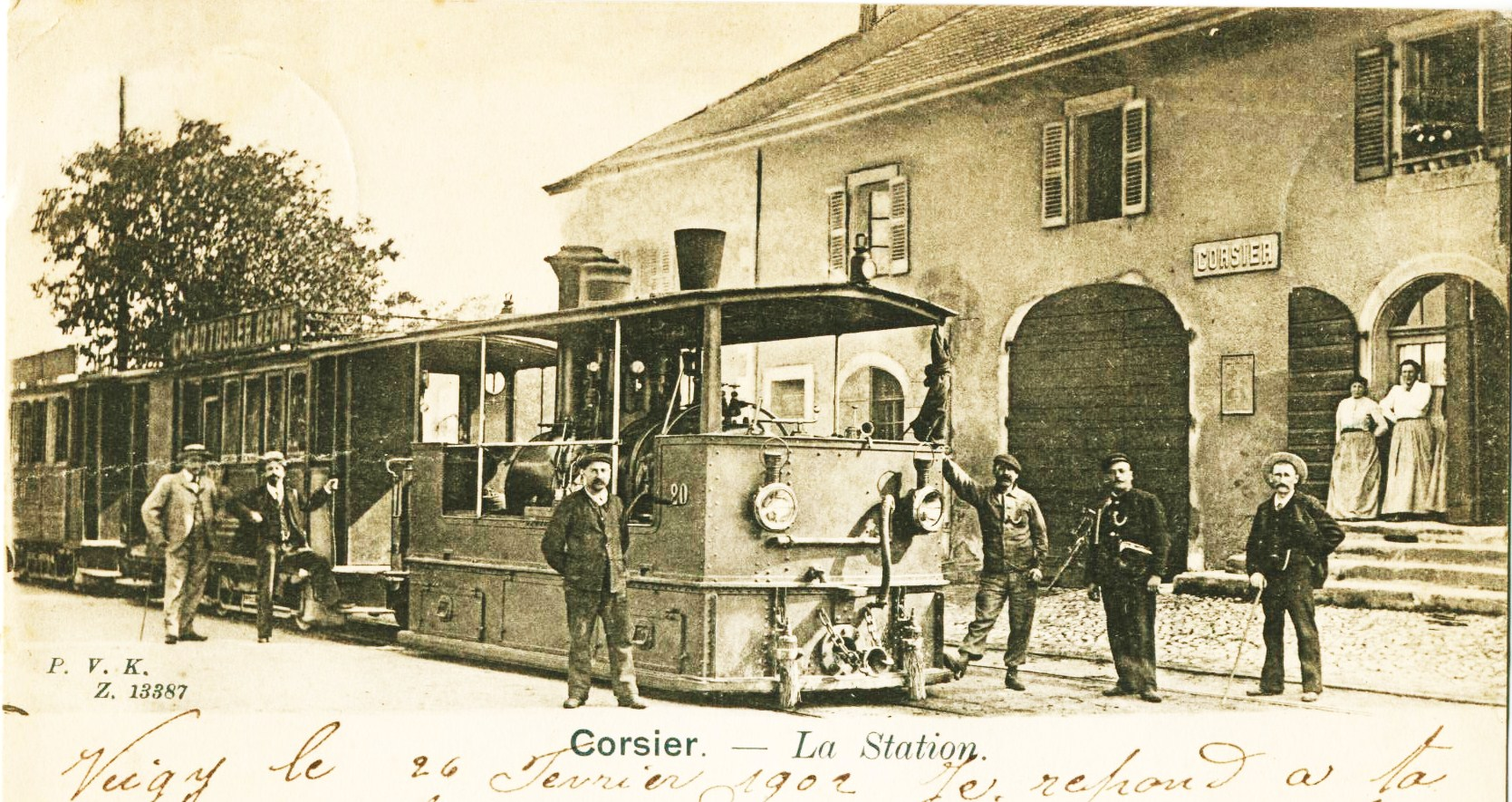
Ein Dampftram in Corsier

Strassenbahn-Gleisplan 1945

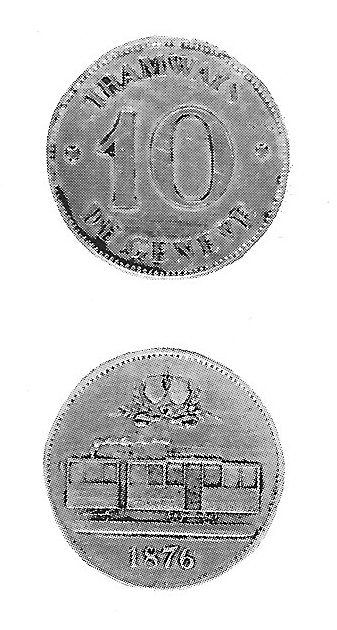
Strassenbahnmünzen im Wert von zehn Centimes, ausgegeben 1876

Die Geschichte des Genfer Tramnetzes beginnt am 19. Juni 1862 mit der Eröffnung einer Pferdebahn zwischen dem Place Neuve und Carouge. Im Jahr 1889 folgte eine Dampfstrassenbahn mit Fahrzeugen des französischen Herstellers Serpollet und 1894 die erste elektrische Strassenbahn. 1899 wurde schliesslich die Compagnie Genevoise des Tramways Électriques (CGTE) gegründet, die Vorgängergesellschaft der TPG. Sie setzte sich das Ziel die verschiedenen Systeme zu vereinheitlichen. Alle Strecken wurden elektrifiziert und einheitlich auf Meterspur umgebaut. Bis 1923 wurden insgesamt 120 Streckenkilometer gebaut, die ins Umland und teilweise bis nach Frankreich reichten.
1925 begann man, zunächst die Überlandlinien auf Busbetrieb umzustellen. Dieser Prozess setzte sich auch in der Innenstadt fort, wo die Linien zum Teil durch Trolleybusse ersetzt wurden. Bis 1969 schrumpfte das Netz auf eine etwa acht Kilometer lange Tramstrecke zusammen, die von der Linie 12 (Moillesulaz–Carouge) bedient wurde. Der gute technische Zustand der Tramwagen und die Tatsache, dass sie noch nicht abgeschrieben waren, führten zur vorläufigen Beibehaltung der letzten Tramlinie.
In den 1970er Jahren wurde die Idee aufgeworfen, die verhältnismässig grossen Vorortsgemeinden Meyrin und Onex mit einer modernen Tramlinie wieder an das verbliebene Netz anzuschliessen. Sämtliche Ideen und auch mittelfristig notwendige Investitionen für den Erhalt der verbliebenen Infrastruktur überstiegen allerdings die Möglichkeiten der privaten CGTE. Eine angenommene Volksinitiative verlangte die Verstaatlichung der CGTE, womit per 1. Januar 1977 aus der CGTE die TPG wurden, ein selbstständiger Regiebetrieb des Kantons Genf.

### Erneuerungen zwischen 1978 und 1992
Die Gleise der letzten verbliebenen Tramlinie wurden 1978 unter der «neuen» TPG erneuert. Die Planung der vorgeschlagenen Neubaustrecken wurde in Angriff genommen, führte allerdings erst am 12. Juni 1988 mit der Annahme eines neuen kantonalen Gesetzes über den öffentlichen Verkehr zu ersten konkreten Bauvorhaben, die sich in grösseren Netzausbauten ab 1995 manifestierten.
Die sich aufdrängende Modernisierung des bestehenden Betriebs konnte allerdings früher in Angriff genommen werden. In Bachet-de-Pesay in der Gemeinde Lancy wurde 1984 mit dem Bau des neuen Tramdepot Bachet begonnen. Um die neuen Betriebsanlagen mit dem bestehenden Netz zu verbinden, wurde am 27. September 1987 die Strecke der Linie 12 um einen Kilometer von Carouge bis Bachet verlängert. Die Abstell- und Unterhaltsanlage in Bachet wurde 1988 eröffnet, 1990 folgte die angegliederte Tram- und Gleisbauwerkstätte und 1992 schliesslich das neue Verwaltungsgebäude, das seitdem den Hauptsitz der TPG beherbergt.
Basierend auf dem Prototyp Be 4/6 741 von 1984 wurden 1987–1989 insgesamt 45 neue, teilweise niederflurige Gelenkwagen angeschafft, die von Vevey Technologies in Villeneuve, in Zusammenarbeit mit Düwag und BBC bzw. ABB geliefert wurden. Die umgangssprachliche Bezeichnung «DAV» für diese Fahrzeuge ist ein Akronym für Düwag – Ateliers de Vevey. Mit der Neubeschaffung konnte auf die alten Tramzüge komplett verzichtet werden, da bei der Fahrzeugzahl bereits die künftigen Netzausbauten mit den neuen Linien 13 und 16 berücksichtigt waren.

### Netzausbau zwischen 1995 und 2006

Entwicklung des Tramnetzes zwischen 1992 und 2012

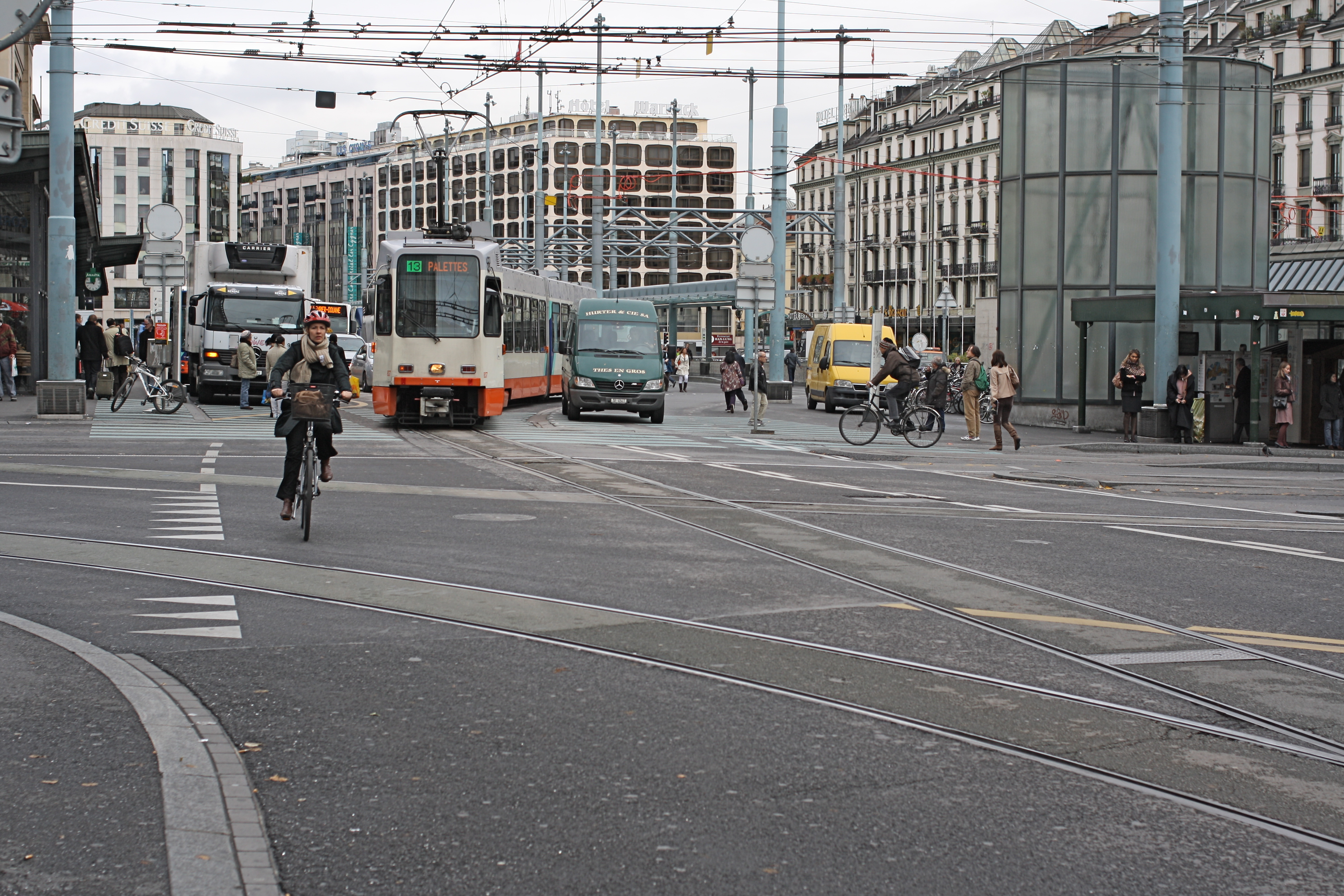
Gleisverzweigung am Bahnhof Cornavin mit DAV-Triebwagen 837

Die zugunsten der neuen Projekte ausgefallene Abstimmung von 1988 führte zu einer ersten Ausbauphase, in deren Zentrum der Bau der Ringstrecke Plainpalais–Carouge–Bachet–Palettes–Acacias–Plainpalais und der Rhonequerung zum Genfer Hauptbahnhof Cornavin mit Fortsetzung zur Place des Nations beim Genfer UNO-Sitz standen.
Am 28. Mai 1995 wurde die Linie 13 (Cornavin–Bachet) eröffnet und das Tram kehrte auf die andere Seite der Rhône zurück. Am 28. Juni 1997 kam es zu einer Verlängerung der Linie 13 von Bachet nach Palettes und im Mai 1998 nahm die Linie 16 (Moillesulaz–Cornavin) ihren Betrieb auf.
Am 14. Dezember 2003 wurde die Linie 13 von Cornavin nach Nations verlängert. Die Linie 15 wurde am 11. Dezember 2004 in Betrieb genommen, diese bedient die neue Strecke von Lancy-Pont-Rouge via Acacias nach Plainpalais und fährt von dort weiter über den Bahnhof Cornavin nach Nations. Seit dem 10. Dezember 2005 wird der erwähnte neue Abschnitt zudem von der Linie 17 befahren, die ab Plainpalais weiter nach Gare-Eaux-Vives verkehrt.
Aufgrund des Fahrzeugmehrbedarfs durch die Netzerweiterungen nach 2000 wurden weitere Trams bestellt. Beschafft wurden 2004/2005 vorerst 21 Cityrunner («Flexity Outlook C») aus dem Hause Bombardier Transportation, wobei eine Option über weitere 17 Fahrzeuge Ende 2007 eingelöst wurde.
Am 13. Mai 2006 erfolgte mit der Inbetriebnahme des Teilstückes zwischen Palettes und Lancy-Pont-Rouge der Ringschluss, mit dem die Bauprojekte der ersten Ausbauphase abgeschlossen werden konnten. Mit dem neuen Teilstück wurden die Linien 15 und 17 nach Palettes respektive Bachet verlängert. Seitdem befahren die vier auf der Ringstrecke verkehrenden Tramlinien 12, 13, 15 und 17 keine Wendeschleifen mehr, sondern ändern an den festgelegten «Endhaltestellen» die Liniennummer: zwischen den Linien 12 und 17 erfolgte der Wechsel der Liniennummer an der Haltestelle Bachet, zwischen den Linien 13 und 15 an der Haltestelle Palettes.
Seit 2009 findet der Linienwechsel nur noch zwischen den Linien 12 und 15 an der Haltestelle Palettes statt. Die Linie 13 wendet in der Schleife Palettes, die Linie 17 in der Schleife Lancy-Pont-Rouge.

### Ausbauprojekte TCMC und TCOB zwischen 2007 und 2011

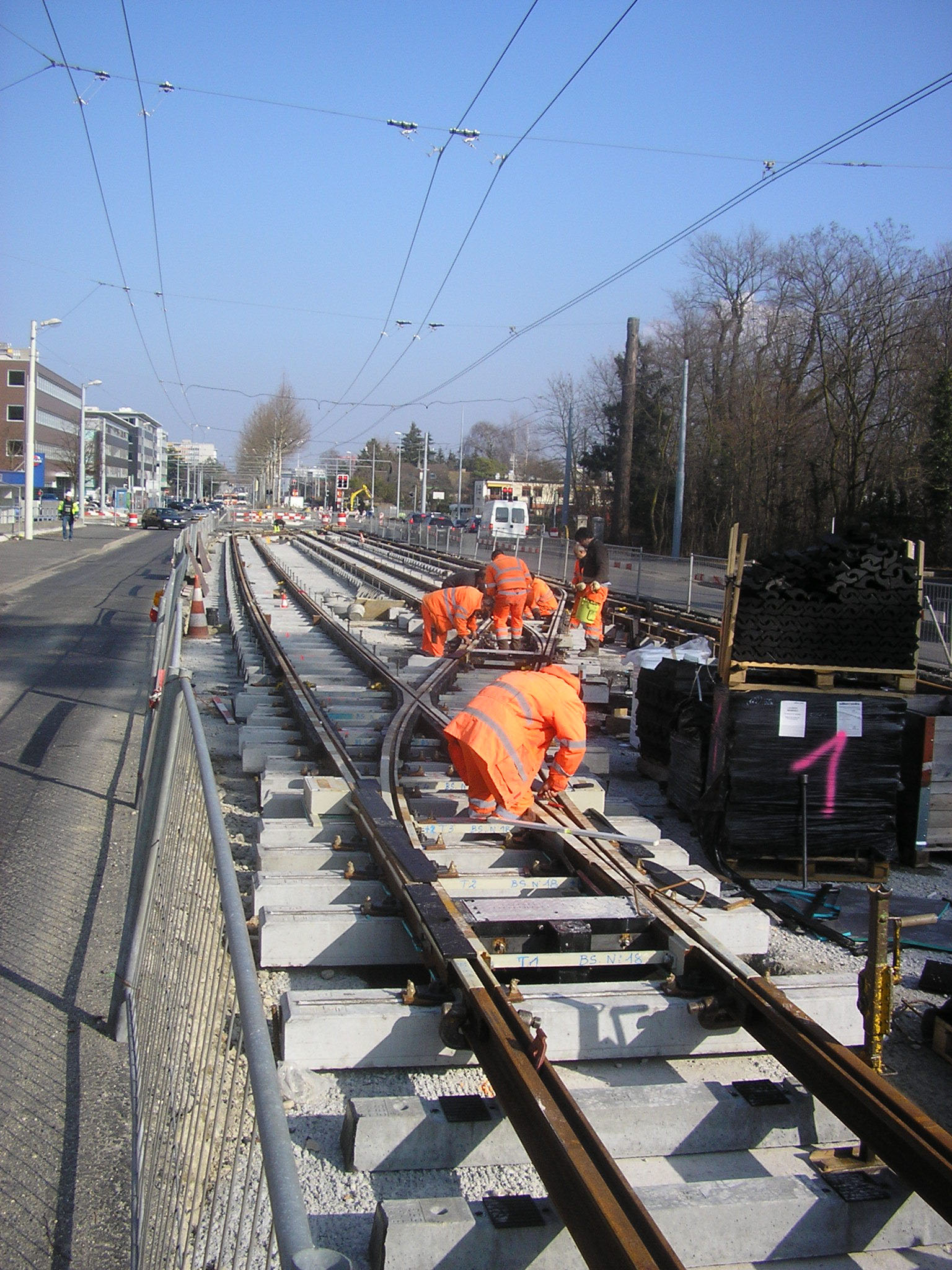
Gleisbaustelle in Onex für die TCOB-Strecke im Februar 2011

Die nächsten Ausbauphasen umfassten das Projekt Tram Cornavin–Meyrin–CERN (TCMC), dessen Bau Anfang 2006 begonnen wurde und das Tram Cornavin–Onex–Bernex (TCOB), für das der Bundesrat im Januar 2007 die Konzession erteilt hat.
Das erste Teilstück des TCMC zwischen Cornavin und Avanchet wurde am 8. Dezember 2007 eröffnet und wurde von der verlängerten Linie 16 (Moillesulaz–Avanchet) und der neuen Linie 14 (Bachet–Avanchet) befahren. Auf denselben Termin hin wurde zudem die Linie 17 vom Bahnhof Eaux-Vives zum stillgelegten Bahnhof Chêne-Bourg verlängert, womit die dortige kurze Stichstrecke samt Wendeschleife nach langer Zeit wieder im Plandienst befahren wird.
Obwohl das neue TCMC-Teilstück doppelspurig gebaut wurde, machen das Fehlen einer Wendeschleife am provisorischen Endpunkt Avanchet und den endgültigen Endhaltestellen Meyrin-Gravière und CERN sowie mehrere Stationen mit Mittelbahnsteig den ausschliesslichen Einsatz von Zweirichtungsfahrzeugen auf den betreffenden Linien notwendig. Der eher knappe Bestand der hierfür beschafften Cityrunner hat zur Einlösung der bestehenden Option über 17 weitere Fahrzeuge geführt, während derweil auf die vorher praktizierte Durchbindung der Linien 12 und 16 an der Endhaltestelle Moillesulaz verzichtet wurde.
Die Eröffnung der zweiten Etappe (Avanchet–Meyrin) erfolgte aufgrund verschiedener Einsprachen am 12. Dezember 2009 auf dem Teilstück bis Meyrin (Gravière). Am 30. April 2011 wurde auf dem Abschnitt bis zum CERN der Betrieb aufgenommen.
Die TCOB-Strecke bis Bernex P+R, die unter anderem eine zweite Rhônequerung umfasst, ging Ende 2011 in Betrieb. Das erste – allerdings sehr kurze – Teilstück zwischen Coutance und Gare Cornavin wurde bereits zum Fahrplanwechsel im Dezember 2010 in Betrieb genommen. Danach verkehrte dort die neue Linie 18, die im Mai 2011 bis zum CERN verlängert wurde.
Nachdem die neue Strecke nach Bernex P+R in Betrieb genommen worden war, wurde die Nummerierung vereinfacht. Es gab nunmehr nur noch drei Tramlinien, die 12, 14 und 15. Die Linien 13, 16, 17 und 18 wurden aufgegeben, da jetzt pro Strecke nur noch eine Linie verkehrt (eine Linie (14) jedoch auf zwei unterschiedlichen, sich aber teilweise überschneidenden Strecken). Dies sollte den Betrieb vereinfachen. Damit konnten jedoch nicht mehr alle Ziele in der Innenstadt und insbesondere der Bahnhof Cornavin umsteigefrei von allen Streckenästen erreicht werden. Nach einiger Verwirrung (die Linie 14 fuhr sowohl nach Meyrin Gravière, als auch zum CERN) wurde die Liniennummer 18 wieder eingeführt und der Linie zwischen Stand und CERN vergeben; die Linie 14 befährt die Strecke von Meyrin Gravière nach Bernex. Seit dem Sommer 2014 wurde zudem die Linie 18 bis nach Carouge verlängert und befährt die kleine Schleife bei der bisherigen Endstation Stand nicht mehr.

### Grenzüberschreitende Strecken nach Frankreich
Bereits bis in die 1950er Jahre besass das Tramnetz Genf grenzüberschreitende Strecken nach Frankreich, die im Zuge der umfangreichen Netzreduzierung alle eingestellt wurden. Auch die lange Jahre an der Grenze endende Strecke nach Moillesulaz führte ursprünglich bis in die Nachbarstadt Annemasse. Seit dem 15. Dezember 2019 ist Annemasse wieder an das Netz der Genfer Trams angeschlossen. Bedient wird die neue Strecke von der wieder eingeführten Linie 17 Genève Pont-Rouge – Annemasse. Der erste Zug hatte Annemasse im Zuge von Probefahrten am 14. Oktober 2019 erreicht. Eine vorläufige Endstelle wurde in Annemasse am Parc de Montessuit angelegt, eine Verlängerung in das Stadtgebiet ist vorgesehen.
Die Linie 15 wird die zweite grenzüberschreitende Linie Genfs werden. Bis Ende 2025 wird sie nach Saint-Julien-en-Genevois und dem dortigen Bahnhof verlängert werden. Der erste Abschnitt von Palettes zum Industriegebiet ZIPLO in Plan-les-Ouates wurde am 10. Dezember 2023 eröffnet. Die 2,7 Kilometer lange Strecke kostete etwa 125 Millionen Franken.

## Weitere Planungen
- Weitere Projektstudien befassen sich mit der Verlängerung der Gleise von Nations nach Grand-Saconnex – vornehmlich zum Messegelände Palexpo – und in einer späteren Ausbaustufe weiter nach Ferney-Voltaire in Frankreich.
- Die Strecke nach Annemasse soll 2026 von der vorläufigen Endstelle am Annemasse, Parc Montessuit weiter bis Annemasse, Glières verlängert werden.[3]

## Fahrzeuge

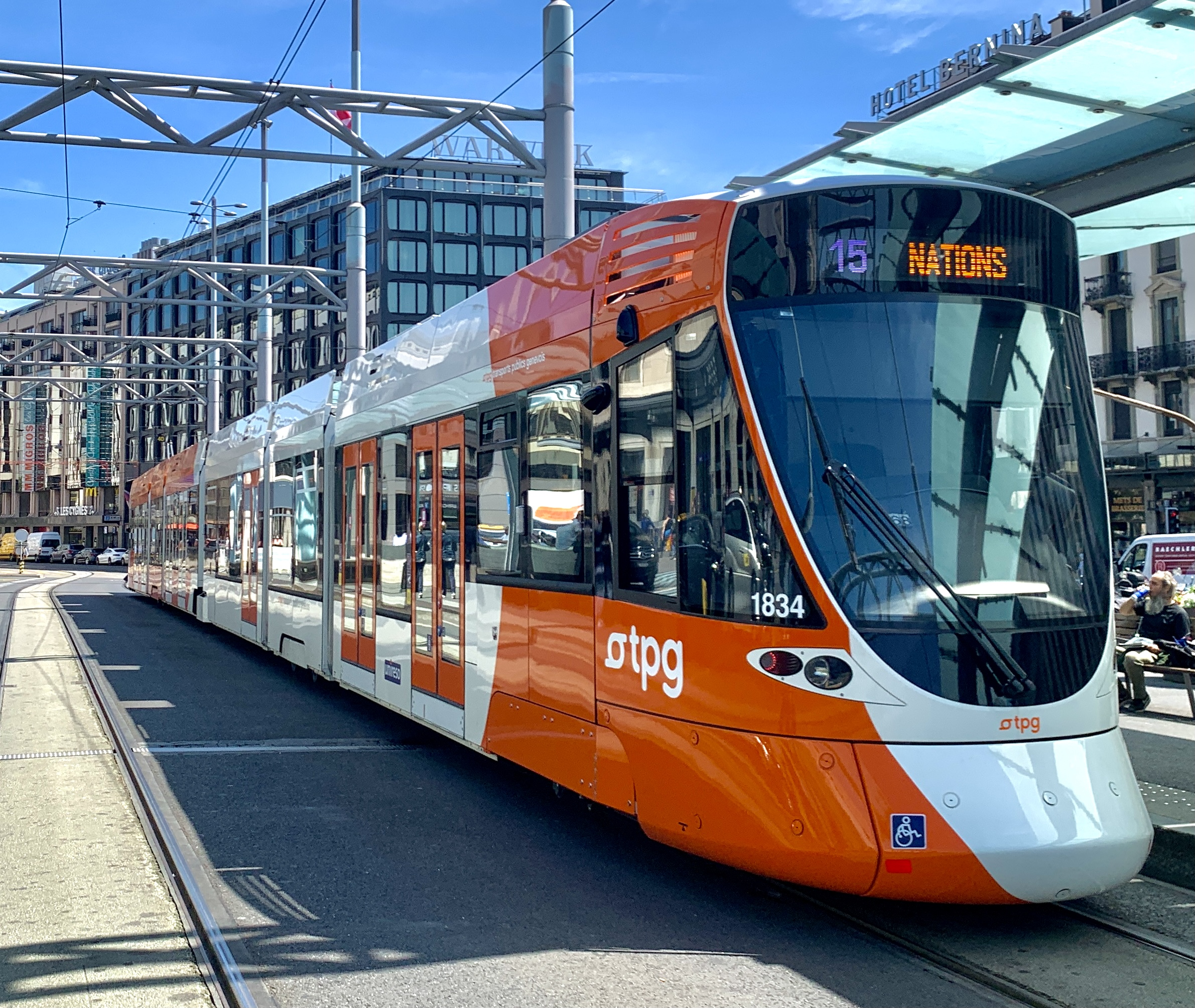
Be 6/10 1834 «Tango» der dritten Serie

### Aktuelle Triebwagen
- Be 4/6 801 «DAV» (1984), Prototyp, ehemals 741
- Be 4/6 802–822 «DAV» (1987/1988)
- Be 4/6 825+826 «DAV» (1988)
- Be 4/8 831–846 «DAV» (1989), ursprünglich Be 4/6
- Be 4/8 847–852 «DAV» (1988), ursprünglich Be 4/6 823+824 und 827–830
- Be 6/8 861–881 «Cityrunner/Flexity C» (2004/2005)
- Be 6/8 882–899 «Cityrunner» (2009/2010)
- Be 6/10 1801–1819 «Tango» (2011–2014)[5] Eines der Fahrzeuge ist als Prototyp mit dem sog. Supercap-Energiesparsystem ausgestattet. In den Superkondensatoren des Fahrzeugs kann z. B. die gesamte Bremsenergie eines Anhaltevorgangs gespeichert werden. Bei positivem Ausgang des Versuchsbetriebs könnten auch die restlichen Fahrzeuge mit dieser Technologie ausgerüstet werden.[6]
- Be 6/10 1820–1832 «Tango» (2016/2017)[7]
- Be 6/10 1833–1841 «Tango» (2020/2021)[8]
- Be 6/8 1842–1879 «Tramlink» (ab 2025)

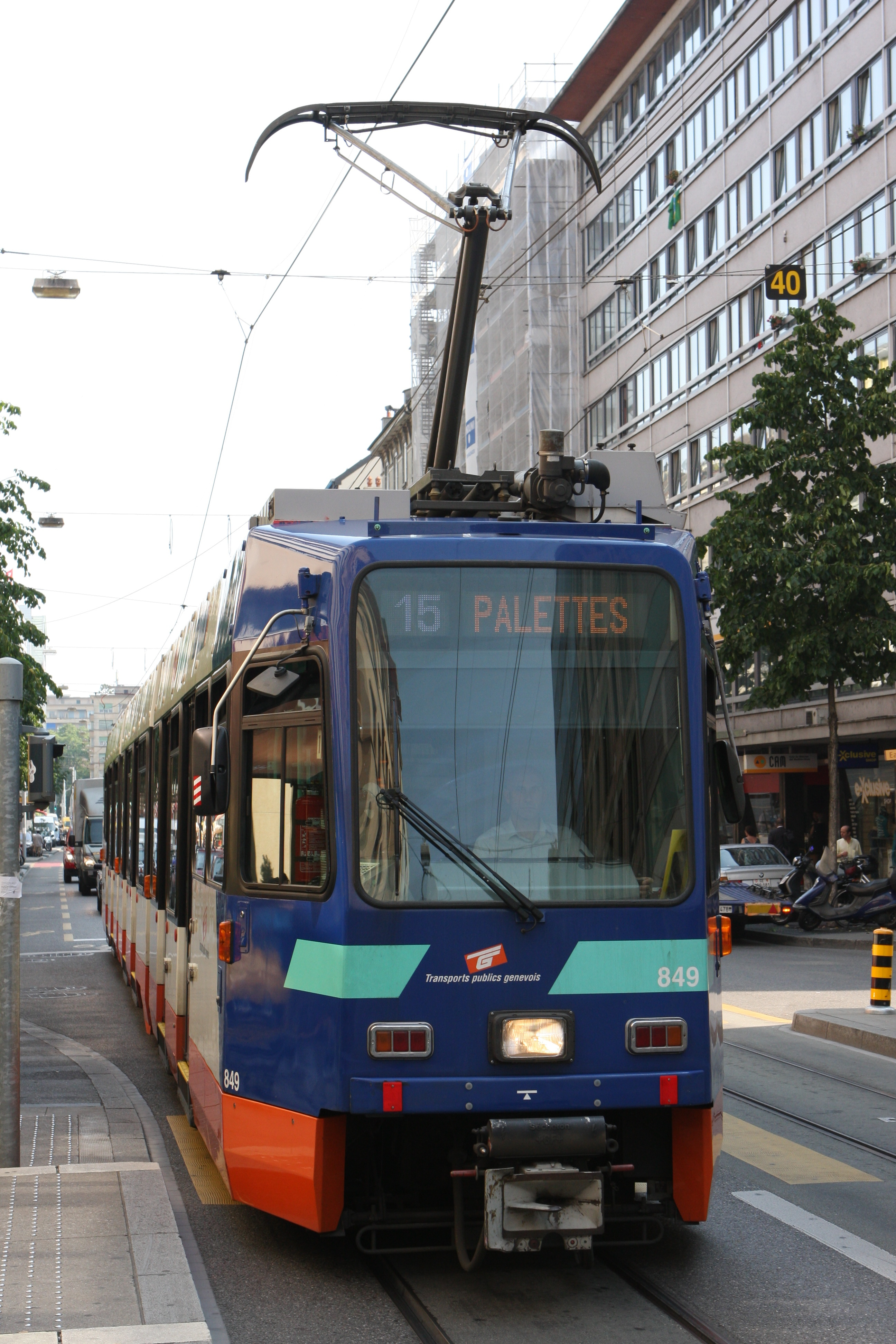
DAV 849 in der Lackierung des Jahres 2000
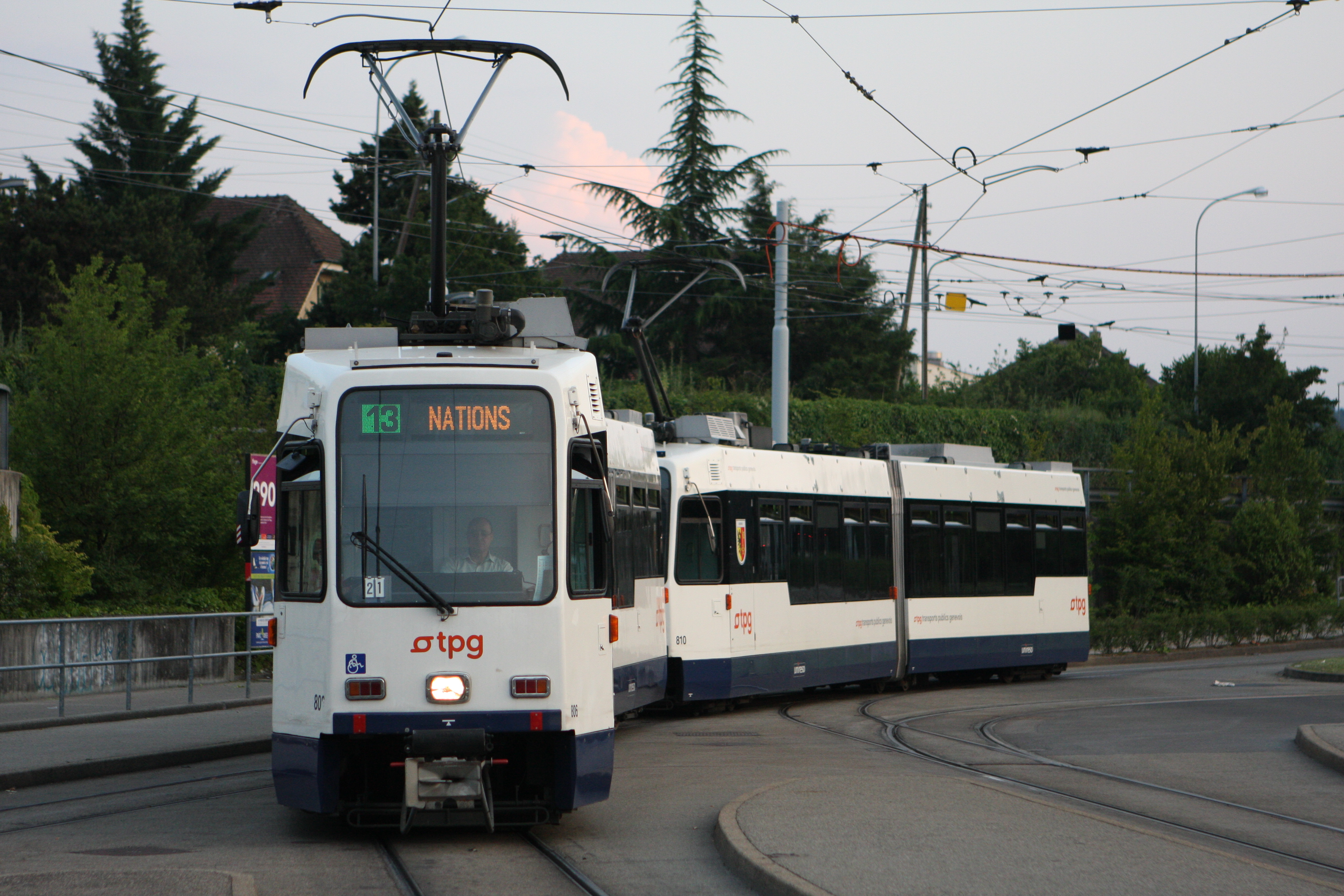
DAV 806 im aktuellen Design
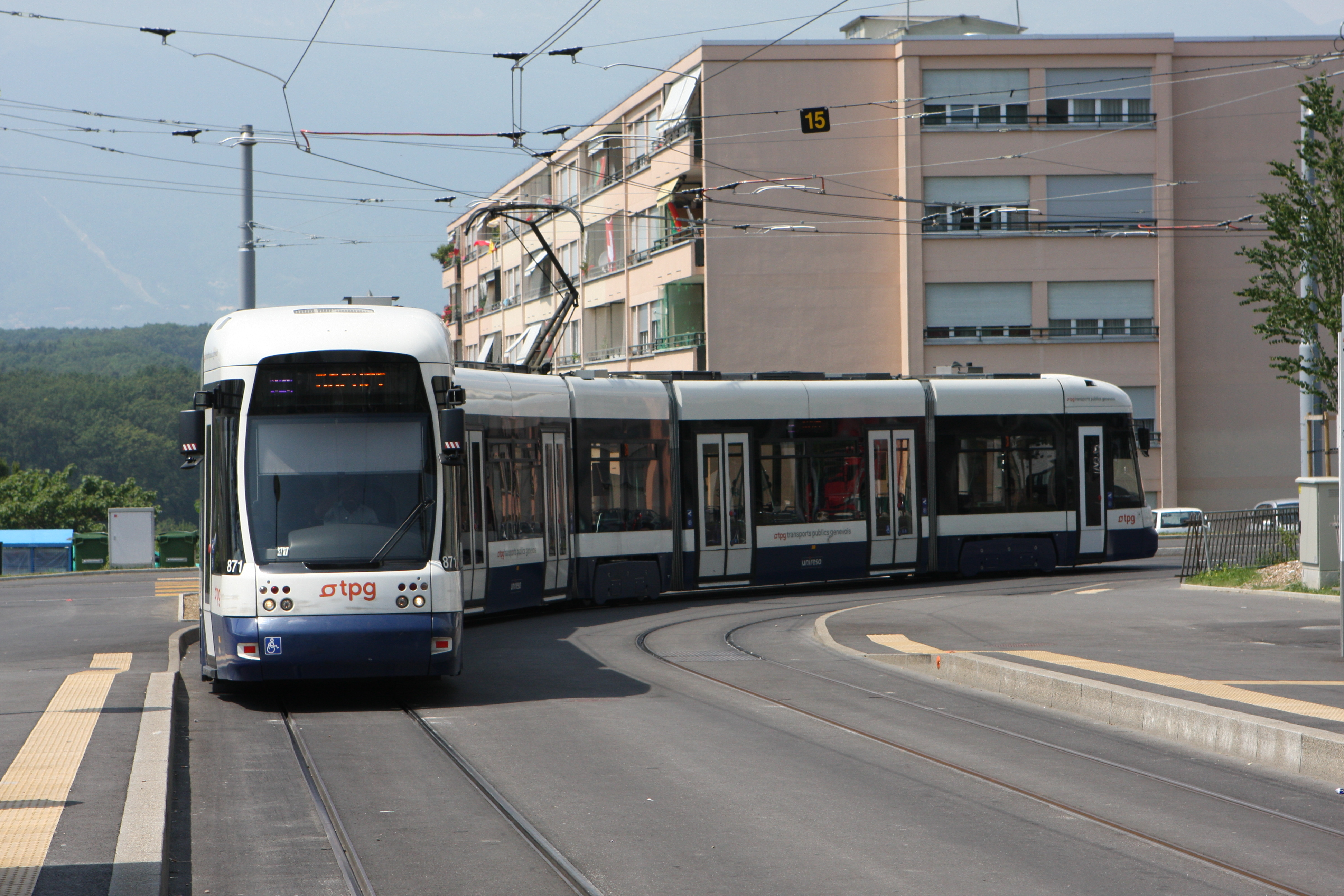
Be 6/8 871 des Typs Bombardier Flexity Outlook C
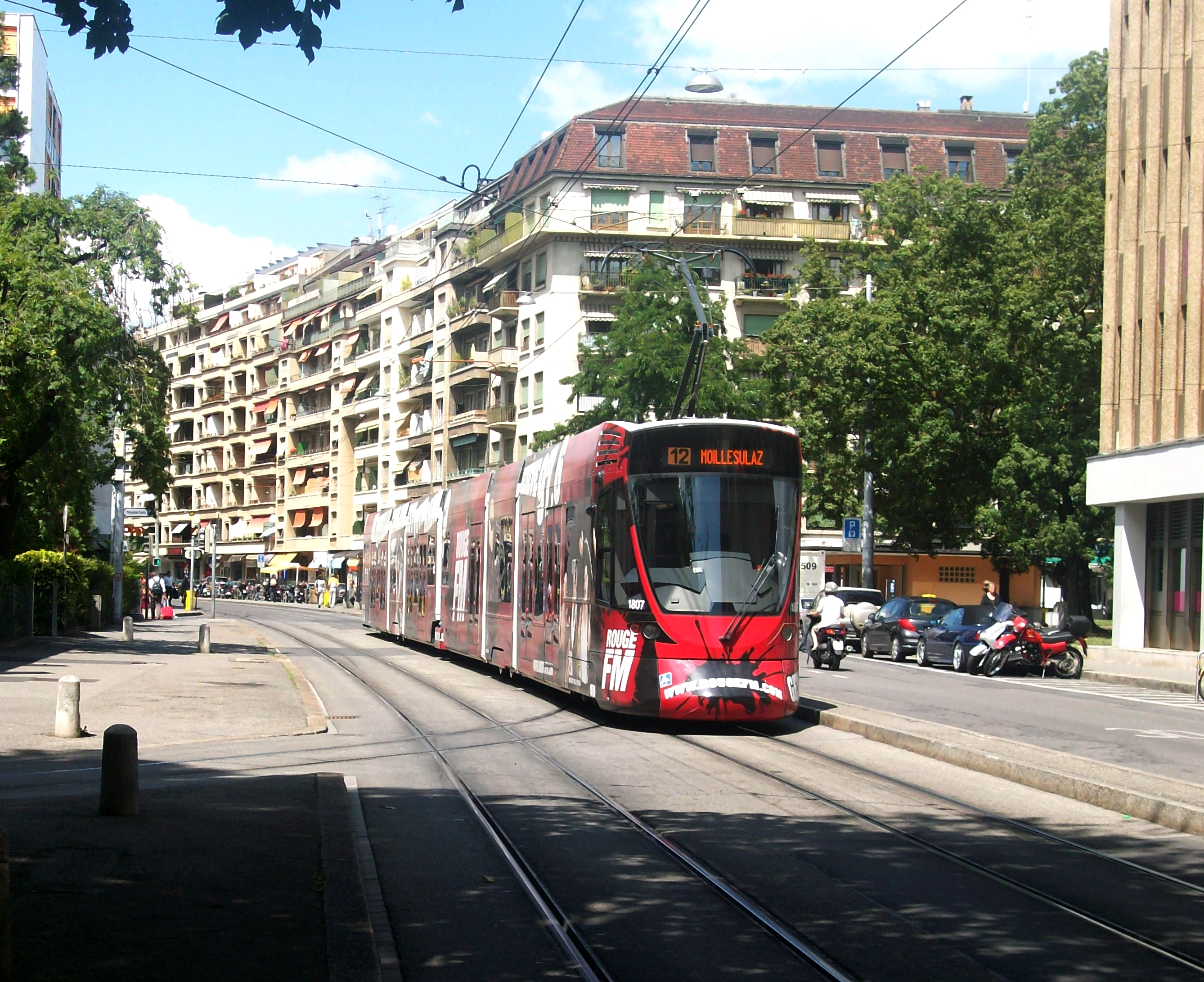
Be 6/10 1807 des Typs Stadler Tango der ersten Serie mit Werbefolie für einen Radiosender

### Historische Motorwagen

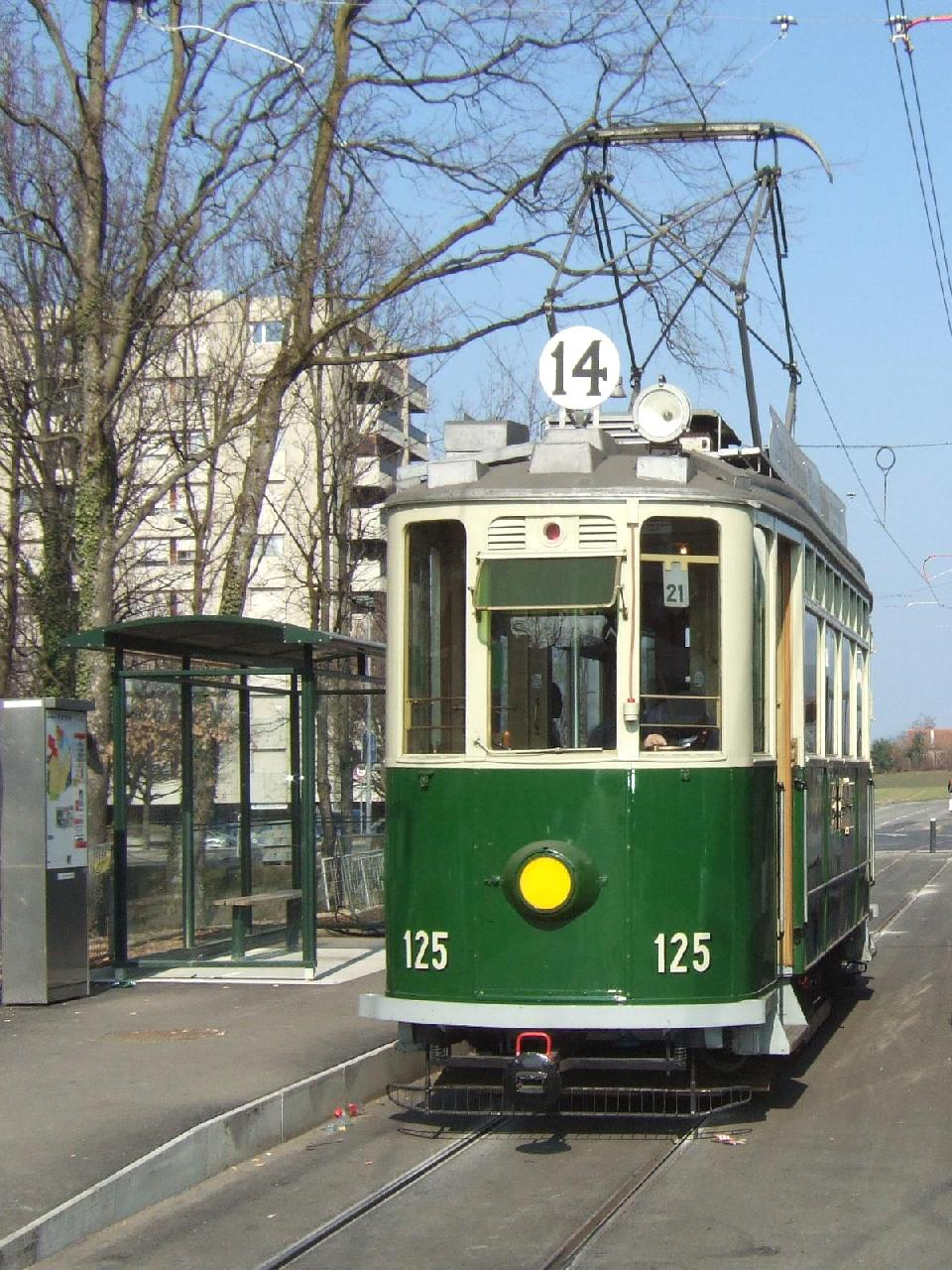
Historischer Strassenbahn-Motorwagen Ce 2/2 125

- Ce 4/4 66 (1901/1936) CGTE/SAAS, von AMITRAM (Lille) zurückgeholt, in Aufarbeitung
- Ce 4/4 67 (1901/1936) CGTE/SAAS
- Ce 2/4 80 (1901) Herbrandt, Leihgabe der AMTUIR (Paris), nicht betriebsfähig
- Ce 2/2 125 (1920) SIG/SAAS, Leihgabe der Museumsbahn Blonay–Chamby (BC)
- Ce 4/4 729 (1952) SWP/SAAS, Schweizer Standardwagen

### Historische Anhängewagen
- Bi 363 (1919) SIG
- Bi 369 (1919) SIG, von AMTUIR (Paris) zurückgeholt
- B 308 (1951) FFA, Schweizer Standardwagen
- M 410 (1913) SWS, gedeckter Güterwagen, erworben von BVB als K 204, in CGTE-Ausführung restauriert
- X 603, Schneepflug, nicht betriebsfähig und außerhalb des Netzes abgestellt

### Ehemalige Fahrzeuge andernorts
Der Gepäck-Tw Fe 4/4 151 mit dem Anhängewagen Ci 370 ist bei der Museumsbahn Blonay-Chamby betriebsfähig, sowie der Anhängewagen 361 bei AMITRAM (Lille) abgestellt vorhanden.
Vier nicht mehr benötigte Standardzüge gab Genf ausserdem in den Jahren 1993 bis 1996 an die Strassenbahn Hermannstadt in Rumänien ab, wo sie bis zu deren Einstellung im Jahr 2011 verkehrten. Zwei Trieb- und ein Beiwagen sind noch betriebsunfähig in Rasinari vorhanden.

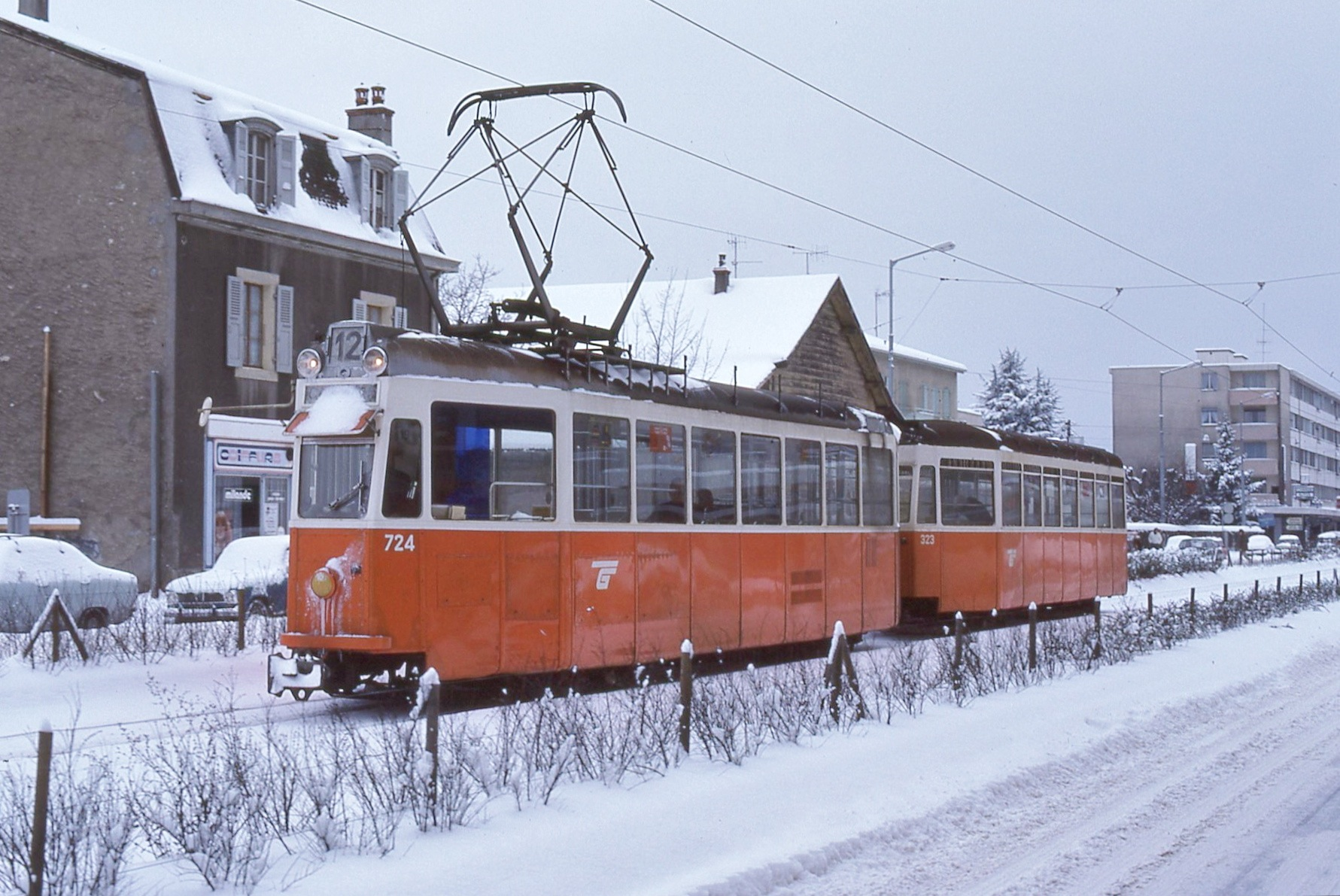
Motorwagen Be 4/4 724 und Beiwagen 323 in der Rue de Genève
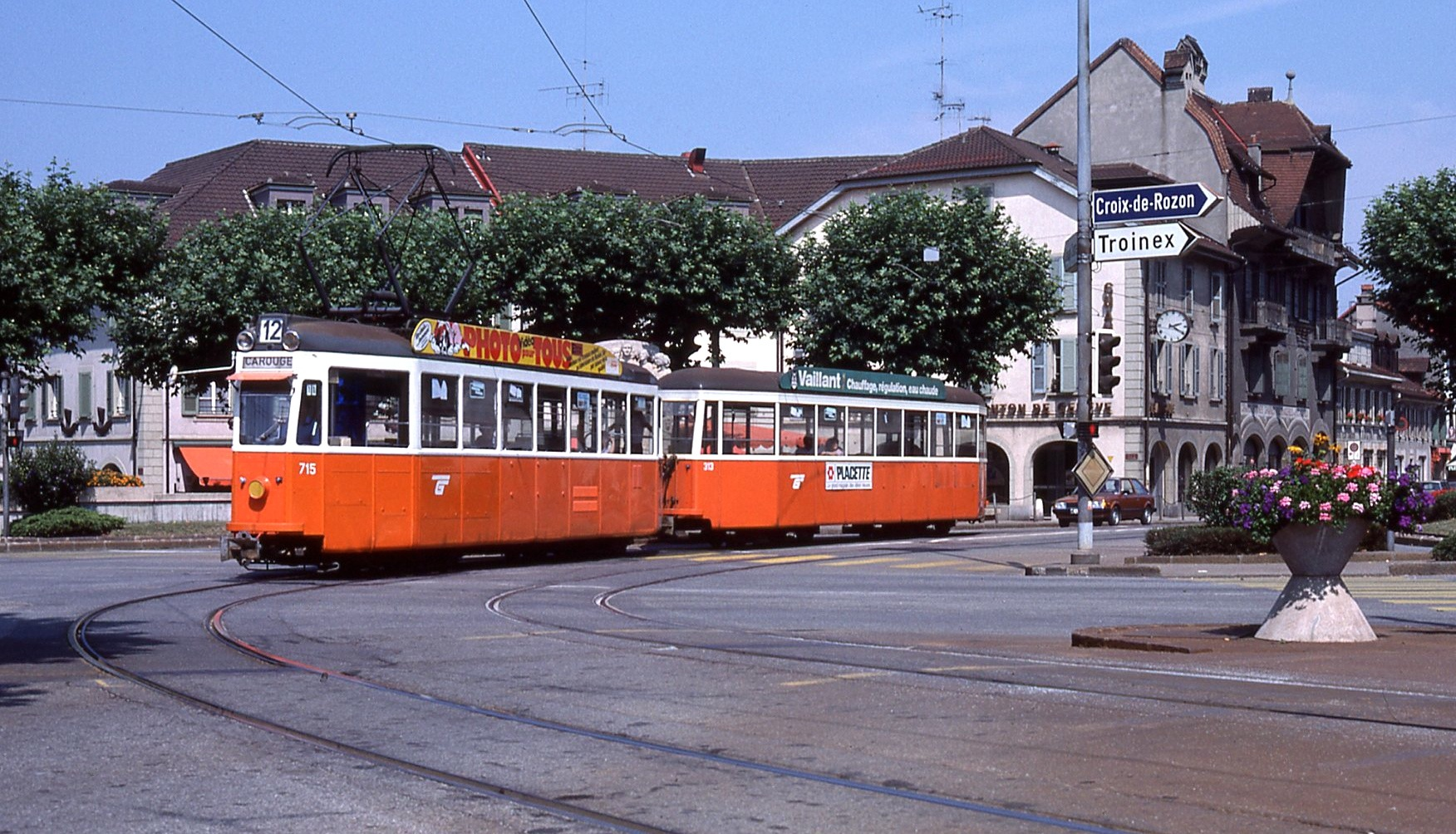
Der baugleiche Triebwagen 715 mit dem Anhänger 313 um das Jahr 1980 in Carouge